# Италијанска република (Наполеонова)
Република Италија (италијански: Repubblica Italiana) је била вазална француска држава у северном делу Апенинског полуострва. Чиниле су је територије некадашње Цисалпинске републике.

## Историја
Италијанска република наследник је Цисалпинске републике која је променила свој устав како би омогућила француском првом конзулу, Наполеону Бонапарти, да постане њен председник. Новим уставом је назив државе промењен у "Република Италија" иако се она састојала од истих територија које су чиниле Цисалпинску републику, пре свега Ломбардије и Ромање. Република је обухватала територију од преко 42.500 km² са око 3.240.000 становника у 12 департмана. Милано је био главни град са око 124.000 1764. године. Држава је била просперитетна упркос ратовима од претходних година. Економија Италијанске републике заснивала се на пољопривреди и сточарству. Била је развијена и производња свиле. Застава Италијанске републике састоји се од три боје Милана, али у новом, револуционарном обрасцу. Грб је одређен декретом од 13. маја 1802. године. Уговор о пријатељству и слободној трговини са Републиком Сан Марино потписан је 10. јуна 1802. године. Конкордат са Светом столицом склопљен је 16. септембра следеће године. Створена је Национална гарда Италије, Национална жандармерија и финансијска полиција. Уведен је метрички систем. Планирано је и увођење националне валуте, али то никада није спроведено у дело. Након што је Бонапарта 1804. године узео титулу цара, Италијанска република претворена је у Краљевину Италију, са Наполеоном као краљем и његовим пасторком Еженом де Боарнеом као вицекраљем.